# Jakub (Karps)
Jakub, imię świeckie Jēkabs Karps, w brzmieniu rosyjskim Jakow Karp (ur. 7 sierpnia 1865, zm. 13 października 1943 w Rydze) – łotewski biskup prawosławny.

## Życiorys
Pochodził z łotewskiej rodziny chłopskiej. Ukończył seminarium duchowne w Rydze, a następnie został nauczycielem i psalmistą w parafii prawosławnej w Kokenguzen. Święcenia kapłańskie przyjął piętnaście lat później, w 1902. Cztery lata później został aresztowany za udział w działalności rewolucyjnej, stało się tak, gdyż duchowny bronił mieszkańców przed ekspedycjami karnymi. Do wybuchu I wojny światowej służył w Saikawie, Lazdonie i Jēkabpilsie. Podczas wojny był kapelanem wojskowym.
Po zakończeniu wojny osiadł na niepodległej Łotwie, służył w Koknese, następnie otrzymał godność dziekana. W 1936 był jednym z kandydatów na zwierzchnika autonomicznego Łotewskiego Kościoła Prawosławnego, którym został ostatecznie Augustyn (Pētersons). Ks. Karps został natomiast wyświęcony na biskupa jełgawskiego. W 1942 otrzymał godność arcybiskupią. Zmarł w roku następnym i został pochowany w Koknese.